# Telmatobius necopinus
Telmatobius necopinus là một loài ếch thuộc họ Leptodactylidae.
Đây là loài đặc hữu của Peru.
Môi trường sống tự nhiên của chúng là vùng núi ẩm nhiệt đới hoặc cận nhiệt đới và sông ngòi.